# Антонен Мерсьє
Антонен Мерсьє (фр. Marius Jean Antonin Mercié Marius Jean Antonin Mercié; 30 жовтня 1845, Тулуза — 13 грудня 1916, Париж
) — французький скульптор і живописець. Президент Товариства французьких художників (Société des artistes français, з 1913).

## Біографія
Мистецьку освіту здобув у Вищій школі образотворчих мистецтв у Парижі. Учень Олександра Фальґ'єра і Франсуа Жуффруа.
У 1868 році у віці 23 років отримав Римську премію.
Його першими великими успіхами стали створені ним статуї Давида (одна з його найвідоміших скульпторських робіт, нині в Музеї Орсе) і «Gloria Victis» («Слава переможеним»), які були показані в Паризькому салоні, де отримали Почесну медаль. Пізніше виконана в бронзі «Gloria Victis» була встановлена на паризькій Площі Montholon.
Працював професором малювання і скульптури у Вищій школі образотворчих мистецтв. Серед його відомих учнів Едуар-Марсель Сандоз.
У 1887 році обраний членом Французької академії образотворчих мистецтв.
Удостоєний почесної медалі на Всесвітній виставці в Парижі (1878) і гран-прі на Всесвітній виставці в Парижі у 1889 році.
Офіцер ордена Почесного легіону. Почесний член Королівської академії мистецтв Великої Британії .

## Творчість
Автор багатьох пам'ятників (у тому числі, намогильних), статуй, портретних бюстів, медальйонів, полотен.

## Вибрані роботи
- Пам'ятники
  - Полю Бодрі (цвинтар Пер-Лашез)
  - Олександру Кабанель (Лозанна)
  - Жану-Луї-Ернесту Месоньє (Пуассі)
  - Луї Леону Сезару Федербу (Лілль)
  - Адольфу Тьєру (Сен-Жермен-ан-Ле)
  - Роберту Лі (Річмонд (Віргінія), США)
  - Жільберу Лафайєту (Лафайєт-сквер, Вашингтон, США)
  - Френсісу Скотту Кі (Балтімор, США)
- Алегорична група «Юстиція» (Готель-де-Віль (Париж))
- меморіал Жанни д'Арк та інші.

Роботи Антонена Мерсье
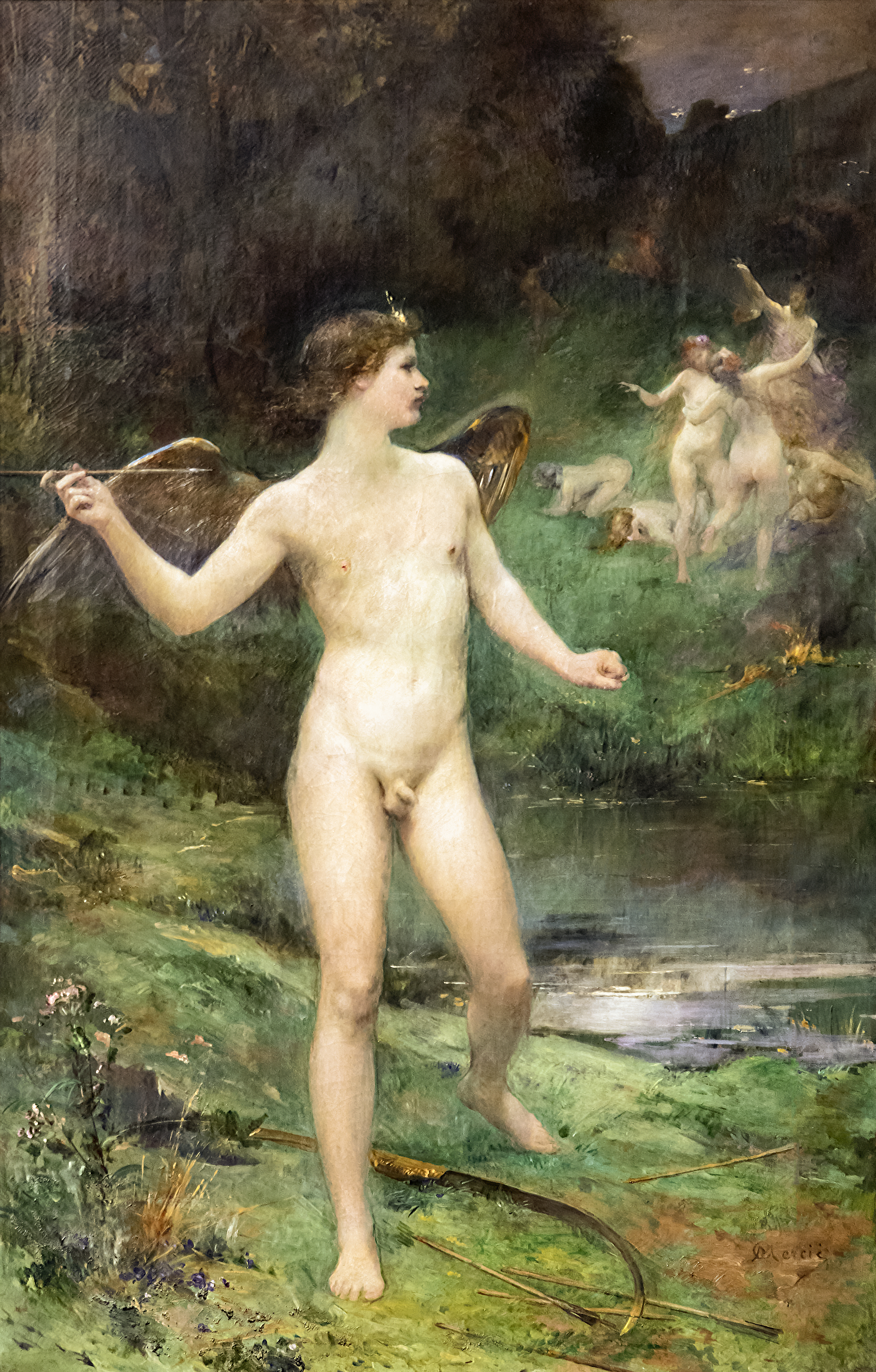
Розгніваний амур, Музей августинців (Тулуза)
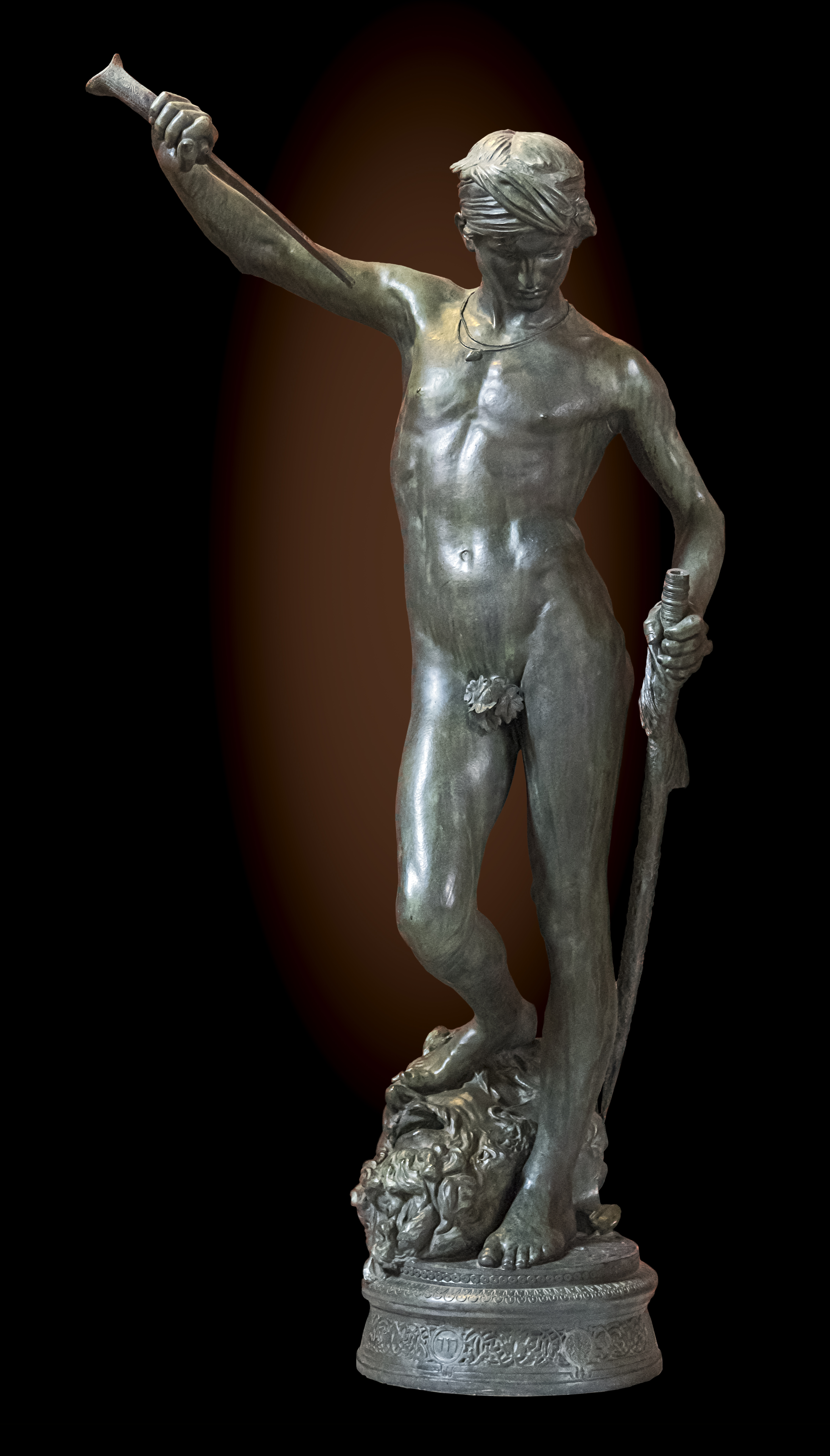
Давид (1871), бронза, Музей августинців (Тулуза)
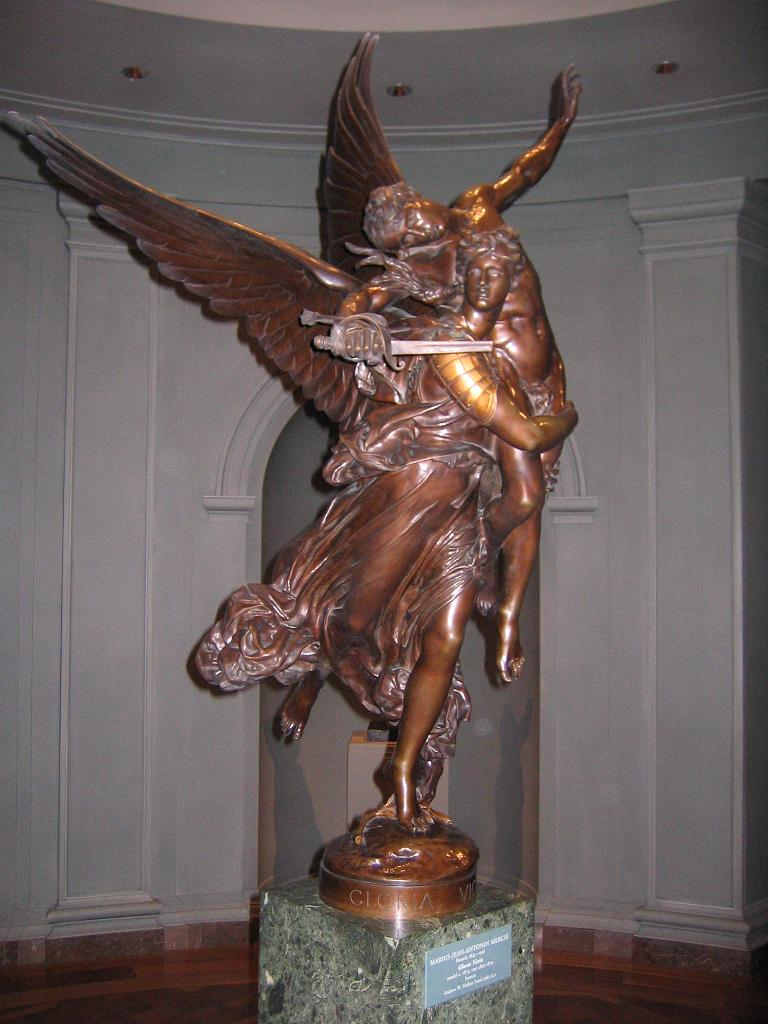
Gloria Victis (1875), Вашингтон, Національна галерея мистецтва .
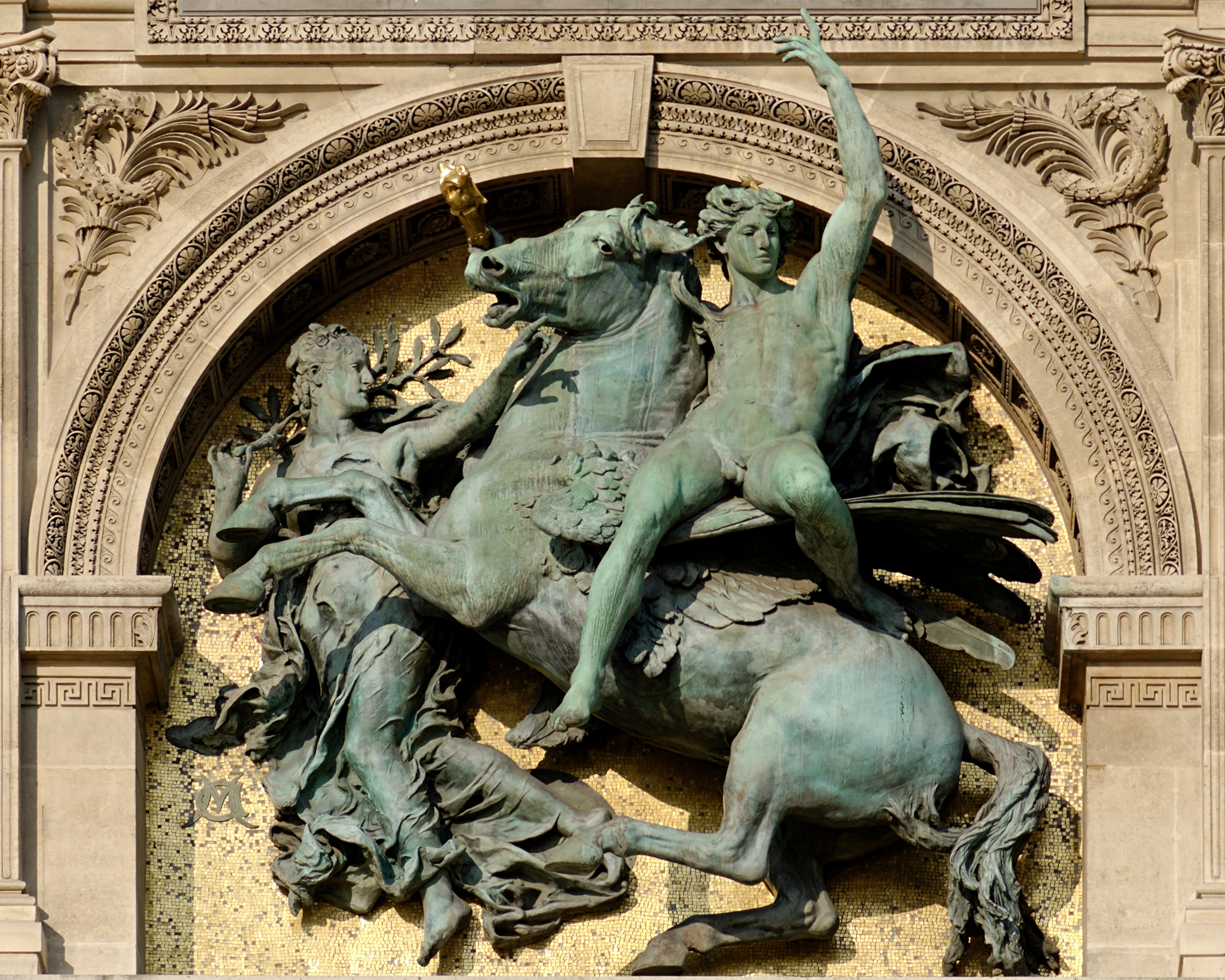
Геній мистецтв (1877), Париж, Лувр .
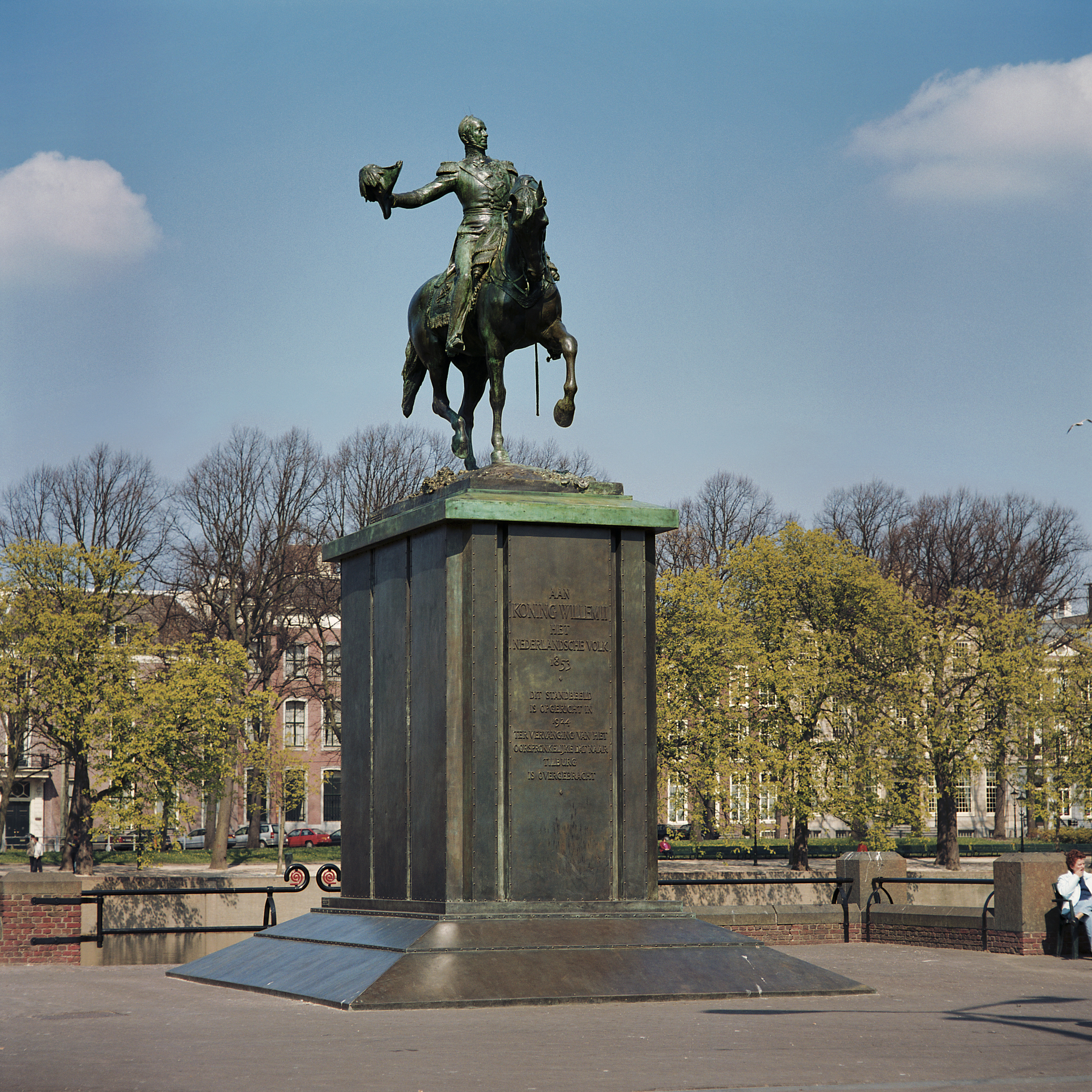
Пам'ятник Вільяму II (1884), Гаага
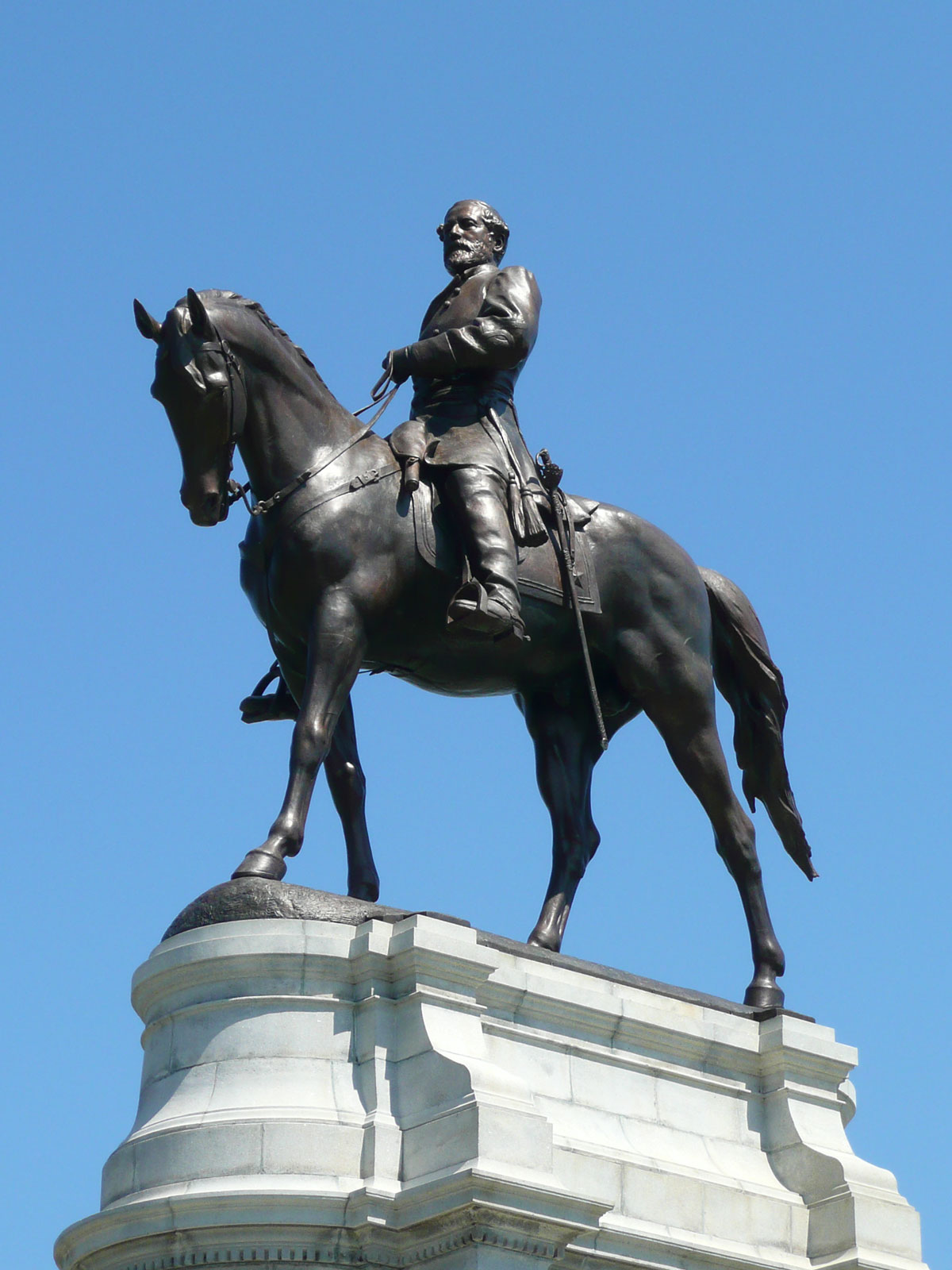
Пам'ятник генералу Роберту Лі (1890), (Річмонд (Вірджинія) , США )
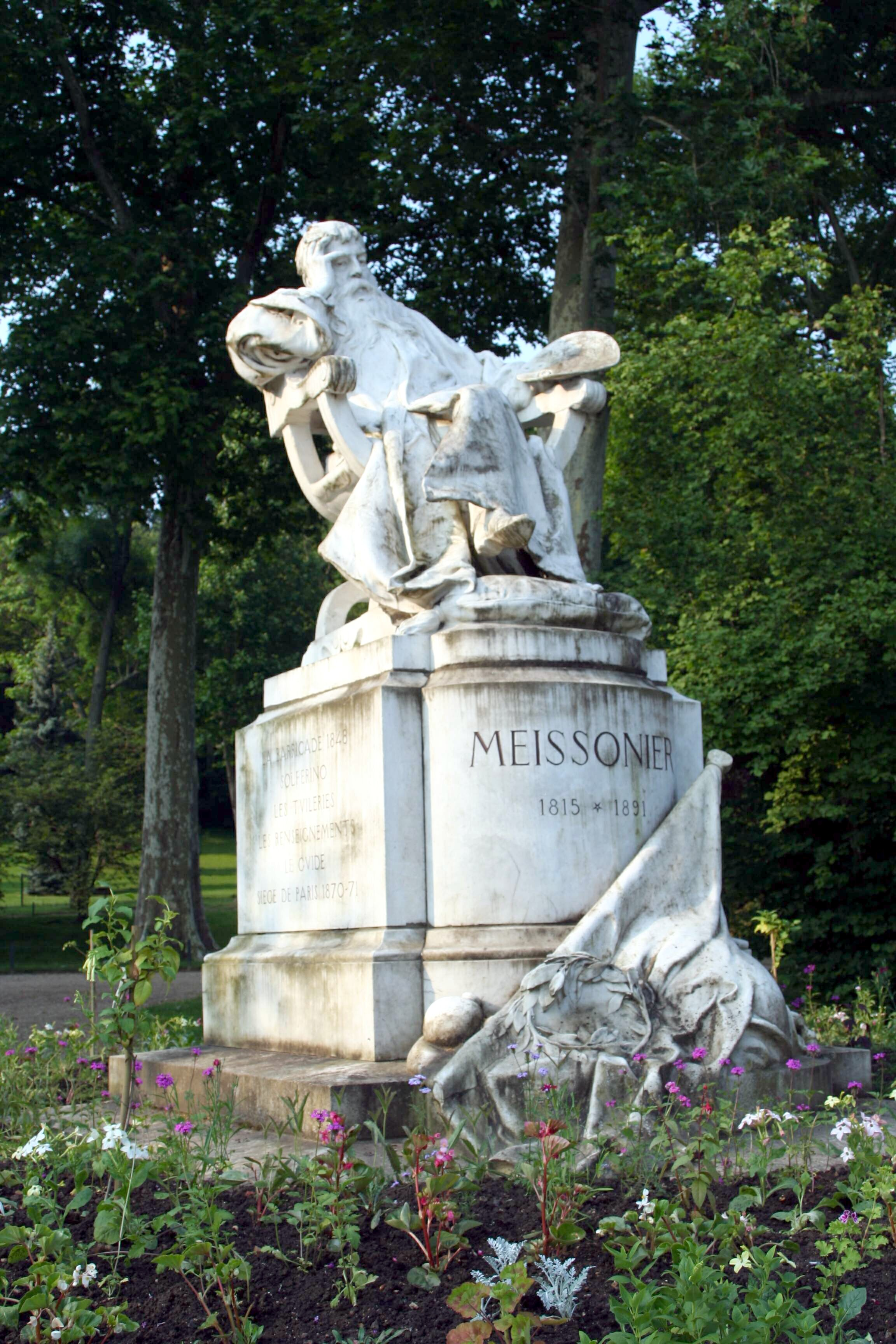
Пам'ятник Жану-Луї-Ернесту Месоньє (1891), Пуассі
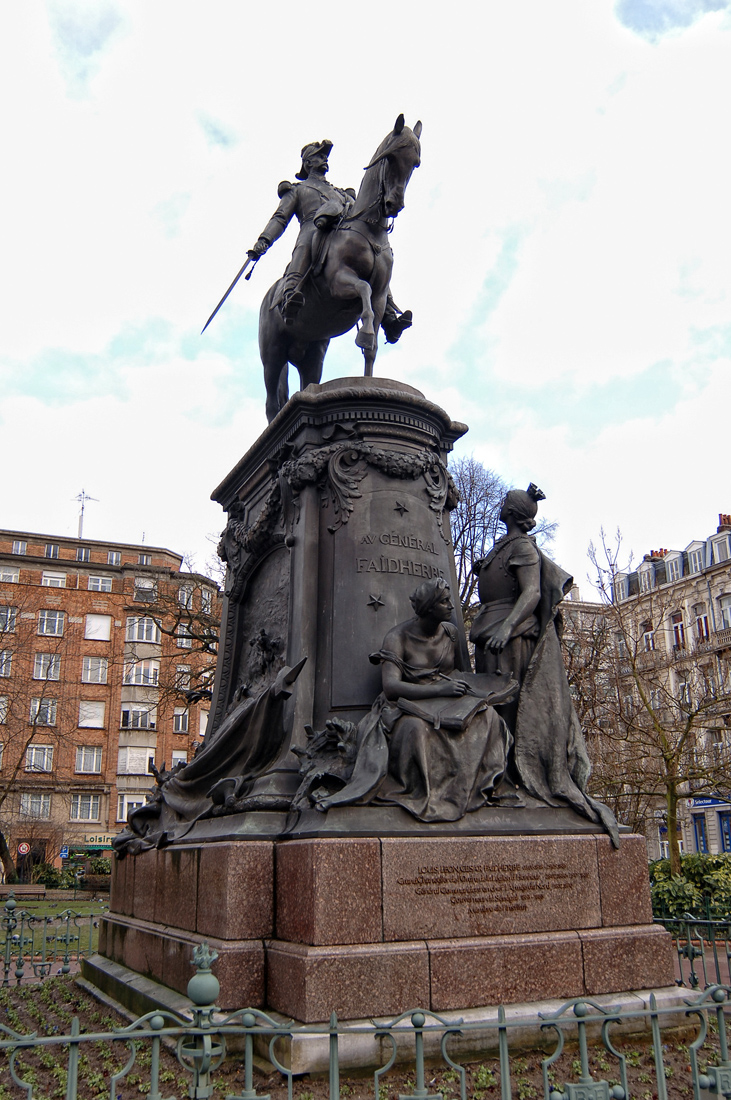
Пам'ятник генералу Файдербу (1896), Лілль
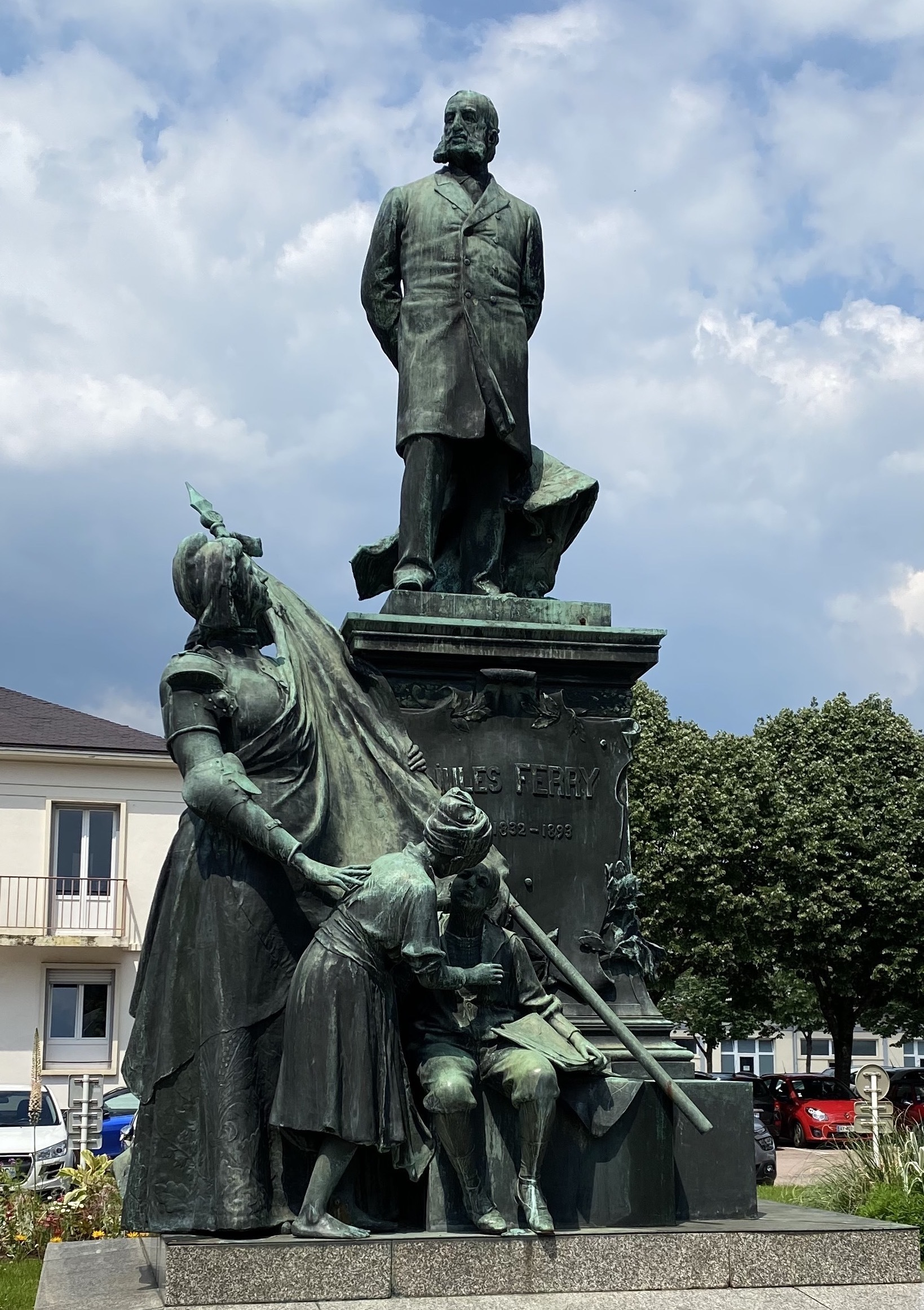
Monument à Жюлю Феррі (1896), Сен-Дьє-де-Вож
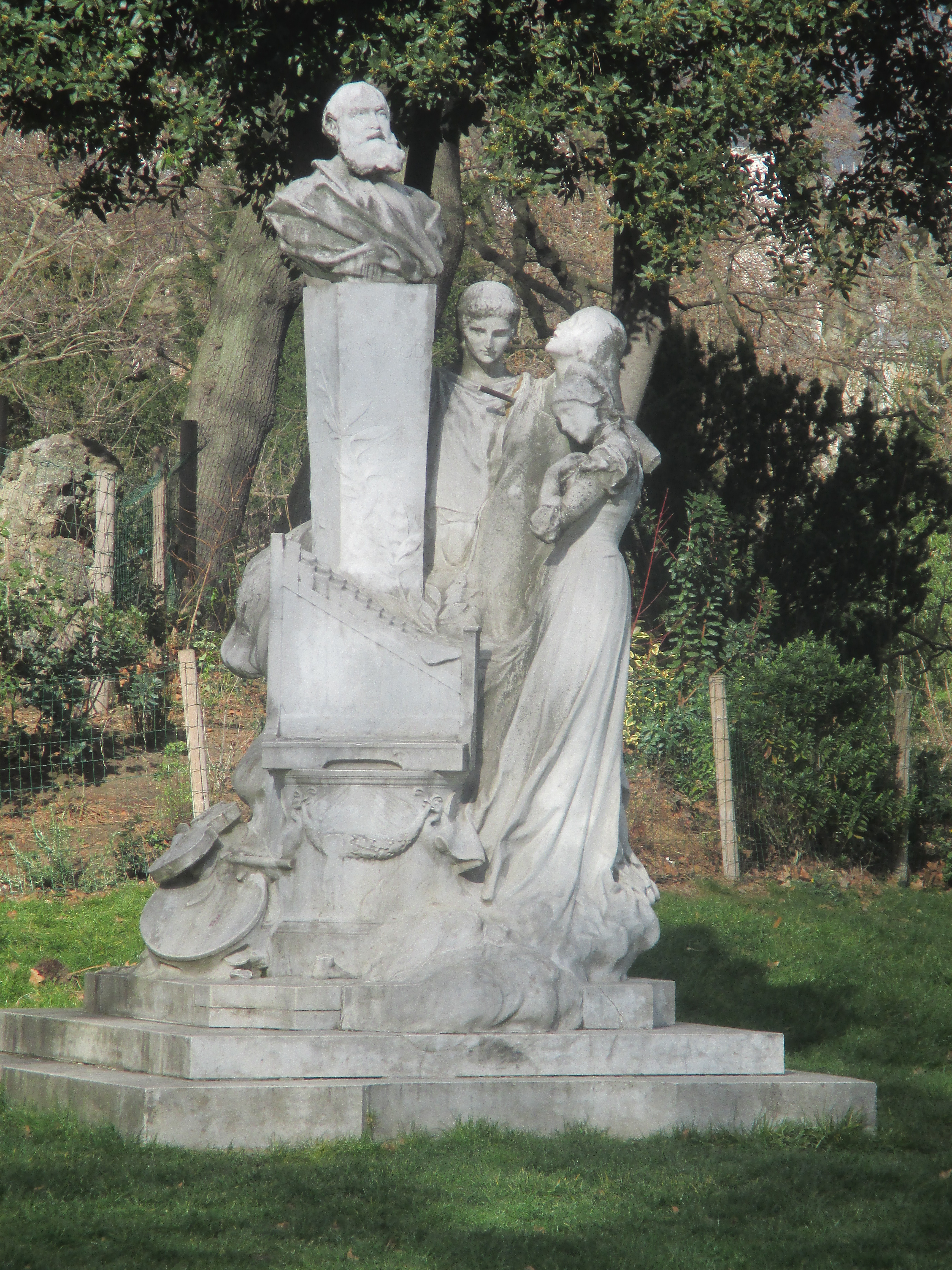
Пам'ятник Шарлю Франсуа Гуно (1902), Парк Монсо, Париж